# Новопанченко
Новопанченко (укр. Новопанченко) — ранее отдельное село в Бахчисарайском районе Республики Крым, включённое в состав Тополей Почтовского сельского поселения (согласно административно-территориальному делению Украины — Почтовского поссовета Автономной Республики Крым).

## История
В Статистическом справочнике Таврической губернии 1915 года в Тав-Бадракской волости Симферопольского уезда при деревне Улаклы числится имение А. Я. Панченко «Хаджи-Бике» с 1 двором без населения— возможно, предшественник будущего села.
После установления в Крыму Советской власти, по постановлению Крымревкома от 8 января 1921 года была упразднена волостная система и село включили в состав вновь созданного Подгородне-Петровского района Симферопольского уезда, а в 1922 году уезды получили название округов. 11 октября 1923 года, согласно постановлению ВЦИК, в административное деление Крымской АССР были внесены изменения, в результате которых был ликвидирован Подгородне-Петровский район и образован Симферопольский и село включили в его состав. Согласно Списку населённых пунктов Крымской АССР по Всесоюзной переписи 17 декабря 1926 года, в совхозе Хан-Эли (бывший Панченко), Базарчикского сельсовета Симферопольского района, числилось 25 дворов, все некрестьянские, население составляло 64 человека, из них 46 русских, 9 украинцев, по 3 белоруса и немца, 1 грек, 2 записаны в графе «прочие». Время присвоения селению названия Ново-Панченко пока не установлено. В свете реорганизации районов Крыма в 1930 году село переподчинили Бахчисарайскому району.
В 1944 году, после освобождения Крыма от фашистов, 12 августа 1944 года было принято постановление № ГОКО-6372с «О переселении колхозников в районы Крыма» по которому в район планировалось переселить 6000 колхозников и в сентябре 1944 года в район приехали первые новосёлы (2146 семей) из Орловской и Брянской областей РСФСР, а в начале 1950-х годов последовала вторая волна переселенцев из различных областей Украины. С 25 июня 1946 года Ново-Панченко в составе Крымской области РСФСР. Известно решение исполкома Бахчисарайского райсовета № 41 от 27 ноября 1946 года, согласно которому Ново-Панченко должно было быть переименовано в Украинское («так как там проживает большинство украинцев»), но последствий оно не имело. 26 апреля 1954 года Крымская область была передана из состава РСФСР в состав УССР.
На 15 июня 1960 года село числилось в составе Почтовского сельсовета. К 1968 году Новопанченко присоединили к Тополям.